# Reggie Slater
Reginald Dwayne "Reggie" Slater  (Houston, Texas, 28 de agosto de 1970) es un exjugador de baloncesto estadounidense. Con 2,02 metros de estatura, jugaba en la posición de alero.

## Trayectoria deportiva

### Universidad
Jugó durante cuatro temporadas con los Cowboys de la Universidad de Wyoming,  en las que promedió 15 puntos,  y 9,9 rebotes.

### Profesional
No es elegido en el  Draft de la NBA de 1992 por ningún equipo. Su primer equipo como profesional fue el Huesca la Magia, equipo en el que promedió 19 puntos y 9 rebotes en 35 partidos. Al año siguiente ficharía por el Club Bàsquet Girona, promediando 17 puntos y 7 rebotes. Después de 2 buenas temporadas en España, se consolida en la NBA, jugando 259 partidos en los que promedia 5,6 puntos y 3 rebotes. También tendría breves experiencias en Italia, CBA y Turquía. Su carrera finalizó en el mismo país donde la comenzó, España, jugando la temporada 2002-2003 en el CB Sevilla y en el CB Málaga, promediando 13 puntos por partido.